# Taylor Townsend (tennisspelare)
Taylor Townsend, född 16 april 1996, är en amerikansk tennisspelare. Hon har som högst varit på 61:e plats på WTA:s singelrankning och på 64:e plats på dubbelrankningen.

## Karriär
I januari 2020 tog Townsend sin första titel på WTA-touren då hon tillsammans med Asia Muhammad vann dubbeln vid ASB Classic efter att ha besegrat Serena Williams och Caroline Wozniacki i finalen.

## WTA-finaler i kronologisk ordning

### Dubbel: 3 (1 titel, 2 andraplatser)
| Teckenförklaring                    |
| ----------------------------------- |
| Grand Slam turneringar (0–0)        |
| Premier Mandatory & Premier 5 (0–0) |
| Premier (0–0)                       |
| International (1–2)                 |

| Finaler efter underlag |
| ---------------------- |
| Hard court (1–2)       |
| Grus (0–0)             |
| Gräs (0–0)             |

| Resultat | V–F | Datum        | Turnering                      | Kategori      | Underlag   | Medspelare          | Motståndare                        | Resultat         |
| -------- | --- | ------------ | ------------------------------ | ------------- | ---------- | ------------------- | ---------------------------------- | ---------------- |
| Tvåa     | 0–1 | Augusti 2013 | Washington Open, United States | International | Hard court | Eugenie Bouchard    | Shuko Aoyama Vera Dushevina        | 3–6, 3–6         |
| Tvåa     | 0–2 | Januari 2019 | Auckland Open, Nya Zeeland     | International | Hard court | Paige Mary Hourigan | Eugenie Bouchard Sofia Kenin       | 6–1, 1–6, [7–10] |
| Vinnare  | 1–2 | Januari 2020 | Auckland Open, Nya Zeeland     | International | Hard court | Asia Muhammad       | Serena Williams Caroline Wozniacki | 6–4, 6–4         |